# Alfredo Leone
Alfredo Leone, noto anche con lo pseudonimo di Alfred Leone (...), è un produttore cinematografico italiano.
Il suo nome è associato ai film della seconda parte della carriera cinematografica del regista Mario Bava.

## Biografia
Entra nel mondo della produzione a fine anni Sessanta, finanziando il film di Antonio Margheriti, Joko invoca Dio... e muori.
Conosce, in seguito, Bava e nei primi anni Settanta riscuote discreti successi commerciali, fino al caso di Lisa e il diavolo, uscito nelle sale cinematografiche nel 1973. Attendendosi un insuccesso, decise di rigirarlo per farlo uscire in versione differente, modificando il montaggio e aggiungendo scene di esorcismo senza, tuttavia, il consenso di Bava.
Nel 1974 fu produttore esecutivo del film Cani arrabbiati, film di Bava ancora più sfortunato, tanto da non essere distribuito nelle sale cinematografiche e uscendo in home video soltanto nel 1995.
Dopo questi insuccessi, Leone si dedicò alla produzione di una serie TV, Le 7 città d'oro, che lo portò ad abbandonare il mondo cinematografico.

## Filmografia

### Produttore
- Joko invoca Dio... e muori (1968)
- Gli orrori del castello di Norimberga (1970)
- Lisa e il diavolo (1973) (poi completato come La casa dell'esorcismo)
- Cani arrabbiati (1974)
- La casa dell'esorcismo (1975)
- Natale in casa d'appuntamento (1976)
- Le 7 città d'oro (1979)

### Sceneggiatore
- Lisa e il diavolo (1973) (ritirato poi da Leone)
- La casa dell'esorcismo (1975)